# The End Has No End
The End Has No End è il terzo singolo estratto dal secondo album dei The Strokes, Room on Fire. Molte volte questo disco è stato definito un "doppio A-side" vista la bellezza della cover dei Clash Clampdown, registrata nel dicembre 2003 all'Alexandra Palace di Londra.
Il video, girato con le attrici Mila Kunis e Eva Mendes, contiene parecchie allusioni al film 2001: Odissea nello spazio di Stanley Kubrick.

## Tracce
1. The End Has No End - 3:07 (Julian Casablancas)
2. Clampdown (live in Londra) (Mick Jones/Joe Strummer)

## Formazione
- Julian Casablancas - voce
- Fabrizio Moretti - batteria
- Nick Valensi - chitarra
- Albert Hammond Jr. - chitarra
- Nikolai Fraiture - basso